# Chañar (ort)
Chañar är en ort i Argentina.   Den ligger i provinsen La Rioja, i den centrala delen av landet, 900 km nordväst om huvudstaden Buenos Aires. Chañar ligger 327 meter över havet och antalet invånare är 903.
Terrängen runt Chañar är platt, och sluttar brant österut. Runt Chañar är det mycket glesbefolkat, med 3 invånare per kvadratkilometer..
Omgivningarna runt Chañar är i huvudsak ett öppet busklandskap.